# 洋介犬
洋介犬（ようすけん）は、日本の漫画家。兵庫県丹波市出身、京都府在住。男性。
商業媒体でのペンネームとしてうえやま洋介犬（うえやまようすけ）を用いていたが、2013年4月以降より「洋介犬」に統一している。

## 来歴・人物
子供のころから漫画家を目指し、4コマギャグ漫画家としてデビューするが、怪談と戦国史が好きで、20代後半ごろに取材やインターネットで募集した実話怪談や創作怪談をショートホラー漫画や幽霊画として発表するブログ『誘怪犯』（現『イヌギキ』）を開設、ホラージャンルに転身したところ、1日3万HITの人気ブログとなり、2007年にはブログ漫画と描きおろし作をまとめた単行本『誘怪犯』が発行された。ブログを継続しながら、ネットでは講談社『MiChao!』にて『ヤミツキ 〜いのりの心霊日記〜』を連載配信、紙媒体でも数々のホラー系の雑誌で活動している。
漫画執筆以外でも『怪談社』のライブ・イベントに、2009年から参加している。
ホラー以外では『エッセイコミックWEBマガジン ゆるっとcafe』（竹書房）で、2011年から妻の菜波（BL、TL小説家）が腐女子であることをネタにしたギャグ・エッセイコミック『くさったよめがあらわれた!』を連載し、2012年には単行本化された。
ブログは『30秒怪奇妙漫画ブログ「イヌギキ」〜犬列異伝〜』と名を変え、2012年にはアクセス2000万超えになった。
2024年10月24日、自身や家族に危害を加えると脅迫する内容のメールが届いたことを報告し、京都府警に相談したことを明かした。
筆名は「洋介犬」と書いて「ようすけん」と読み、自画像はメガネをかけた犬である。

## 作風
ブログ名に「30秒」と付いているように、4コマベースのショートショート漫画を得意とし、制作ペースも早い。連載でも一話完結やオムニバス形式が多いが、『ＬＡ×ＬＡ×ＬＡ』といった長期に渡る長編も発表している。
内容はサイコ・ホラー系（サイコ系）、超常現象系、不条理系、実話系（ドキュメンタリーもしくはモキュメンタリー）、時事ネタ（風刺）と多彩で、作風も後味の悪さを狙った不気味なものから、現実社会の不条理を斬る戒めや信賞必罰的な話、ギャグ要素が入ったブラックユーモア物まで幅広く存在する。当人は読者が恐怖を身近に感じるように「日常生活をフックにするネタ」を意識して仕込んでおり、「お持ち帰り系ホラー」と評されたとインタビューで答えた。

## 作品リスト

### 連載
- マガサスビヨリ（『ホラーM』2009年12月号 - 2011年8月号） - 雑誌休刊により未完結のまま連載終了[10]。
- イマワノキワ（『週刊少年チャンピオン』2011年32号 - 51号）
- 軍師×彼女（『マガジン・ラボ』2013年[11] - 2014年[12]、『新雑誌研究所』2014年11月19日[13] - 2015年1月19日[14]、『月刊少年ライバル』2014年5月号読み切り[15]） - 第1部の連載とされているが[16]、第2部の連載は未定。なお本人はTwitter上で完結したとする投稿もしている[10][17]。
- 歴女るの！（『GANMA!』2014年4月27日 - 2016年3月23日）
- インガ様応報す（『コミクリ！』2017年12月19日 - 2019年8月13日）
- 外れたみんなの頭のネジ（『GANMA!』2015年 -2023年）
- ジゴサタ〜地獄の沙汰もお前しだい（『ゴラクエッグ』2019年 - 2022年[18]）
- 世界が滅んだその後で（『くらげバンチ』2019年10月18日[19] - 2020年11月20日）
- カミ憑き我慢を決壊す（『週刊漫画ゴラク』[20]2020年11月20日 - 2022年1月14日）
- 反逆コメンテーターエンドウさん（『GANMA!』2021年1月22日[21] - 連載中）
- JC、殺人鬼やめました（『コミネコ』2021年3月19日[22] - 4月16日→『ComicWalker』2021年8月6日[23] - 2024年3月29日） - 最終話は単行本先行掲載[24]）
- 死神の王とその娘たち（『comicブースト』2022年1月28日[25] - 2023年10月27日）
- LaLaLa…（『ヤングチャンピオン烈』2022年No.7 - 2025年No.1、全32話）
- 悪魔の論破〜信じてはいけないあの娘のために〜（『やわらかスピリッツ』2022年11月10日[26] - 2023年8月24日[27]）
- メメ～大野こここはなぜ眼球に殺されるに至ったか～（『カドコミ（旧ComicWalker）』2022年11月17日[28] - 2025年5月16日）
- 黒懺悔（『週刊漫画ゴラク』2023年9月15日号[29] - 連載中） - ショート連載[29]
- パラウドで逢いましょう（『comicブースト』2024年2月9日 - 連載中）

### 書籍
- 『誘怪犯』G.B.、2007年6月、ISBN 978-4-901841-58-0
- 『誘怪犯 〜紅〜』G.B.、2008年7月、ISBN 978-4-901841-68-9
- 『妖幽戯画 幽玄漫画怪異譚』共著：西浦和也、竹書房〈竹書房文庫〉、2009年5月、ISBN 978-4-8124-3821-3
怪奇新聞 （『怖い噂/不思議ナックルズ』ミリオン出版、2008年掲載分）収録
- 『くさったよめがあらわれた！ 〜腐女子嫁×観察日記〜』竹書房、2012年7月、ISBN 978-4-8124-9024-2
- 『イマワノキワ』ほるぷ出版〈Flex Comix〉、2012年8月、ISBN 978-4-593-85702-9
- 『軍師×彼女 1』講談社〈ライバルKC〉、2014年4月4日発売、ISBN 978-4-06-381312-8 - ナンバリングされているが続刊はなく、刊行について本人も諸事情で1巻のみと述べている[30]。
- 『洋介犬の恐怖毒本 脳に焼きつく怪異』リイド社〈SPコミックス SPポケット〉、2014年10月16日、ISBN 978-4-8458-4393-0 - 『誘怪犯』『誘怪犯 〜紅〜』『妖幽戯画 幽玄漫画怪異譚』からの再録・加筆修正。
- 『外れたみんなの頭のネジ』、泰文堂〈アース・スターコミックス〉→14巻以降はGANMA!、既刊14巻
- 『インガサマ応報す』、講談社〈KCデラックス〉2018年 - 2019年、全2巻
  1. 2018年12月20日発売、ISBN 978-4-06-514378-0
  2. 2019年10月17日発売、ISBN 978-4-06-517674-0
- 『ジゴサタ〜地獄の沙汰もお前しだい』、日本文芸社〈ニチブンコミックス〉2020年 - 2022年、全4巻
- 『カブリモンテラー』竹書房〈バンブーコミックス〉、2020年5月、ISBN 978-4-8019-6987-2
- 『世界が滅んだその後で』、新潮社〈バンチコミックス〉2020年 - 2021年、全2巻
  1. 2020年7月9日発売、ISBN 978-4-10-772297-3
  2. 2021年3月9日発売、ISBN 978-4-10-772366-6
- 『カミ憑き我慢を決壊す』日本文芸社〈ニチブンコミックス〉、2022年2月9日発売[31][20]、ISBN 978-4-537-14462-8
- 『反逆コメンテーターエンドウさん』、KADOKAWA〈MFコミックス〉2022年 - 、既刊3巻（2024年10月23日現在）
  1. 2022年4月22日発売[32]、ISBN 978-4-04-681105-9
  2. 2023年8月21日発売[33]、ISBN 978-4-04-682789-0
  3. 2024年10月23日発売[34]、ISBN 978-4-04-683802-5
- 『死神の王とその娘たち』、幻冬舎コミックス〈バーズコミックス〉2022年 - 、既刊2巻
  1. 2022年9月24日発売[35]、ISBN 978-4-344-85110-8
  2. 2023年3月24日発売、ISBN 978-4-344-85200-6
- 『JC、殺人鬼やめました』、KADOKAWA〈MFC〉2023年 - 2024年、全3巻
  1. 2023年2月22日発売[36]、ISBN 978-4-04-681592-7
  2. 2023年3月23日発売、ISBN 978-4-04-682113-3
  3. 2024年2月22日発売、ISBN 978-4-04-683192-7
- 『悪魔の論破〜信じてはいけないあの娘のために〜』、小学館〈ビッグコミックス〉2023年 - 、既刊1巻
  1. 2023年5月12日発売[37]、ISBN 978-4-09-861787-6
- 『#新人漫画家と編集者 SNSでバズ連発の漫画家が教えるヒット術』玄光社、2023年6月15日発売[38]、ISBN 978-4-7683-1782-2 - 漫画ではなく著書[38]。
- 『LaLaLa…〜彼女の好きなカノジョ〜』、秋田書店〈ヤングチャンピオン烈コミックス〉2023年 - 2025年、全3巻
  1. 2023年6月20日発売[39][40]、ISBN 978-4-253-25807-4
  2. 2024年4月18日発売[41]、ISBN 978-4-253-25808-1
  3. 2025年2月19日発売[42]、ISBN 978-4-253-25809-8
- 『パラウドで逢いましょう』、幻冬舎コミックス〈バーズコミックス〉2024年 - 、既刊1巻
  1. 2024年8月23日発売、ISBN 978-4-344-85449-9
- 『メメ〜大野こここはなぜ眼球に殺されるに至ったか〜』、KADOKAWA〈MFC〉2024年 - 2025年、全2巻
  1. 2024年10月23日発売[43][44]、ISBN 978-4-04-684185-8
  2. 2025年5月21日発売[45]、ISBN 978-4-04-684813-0
- 『黒懺悔』日本文芸社〈ニチブンコミックス〉、2025年2月18日発売[46][47]、ISBN 978-4-537-14966-1